# Erythrus biapicatus
Erythrus biapicatus är en skalbaggsart som beskrevs av Charles Joseph Gahan 1902. Erythrus biapicatus ingår i släktet Erythrus och familjen långhorningar. Inga underarter finns listade i Catalogue of Life.